# Carl Perkins (pianiste)
Pour les articles homonymes, voir Carl Perkins et Perkins.
Carl Perkins, né le 16 août 1928 à Indianapolis et mort le 17 mars 1958, est un pianiste de jazz américain. Il fut un pianiste de jazz des années 1950. Présent au côté des plus grandes pointures de son époque, il ne fut que très modestement représenté par l'enregistrement.

## Le sideman méconnu
C'est en 1948 que Carl Perkins débute avec Tiny Bradshaw. Le jeune pianiste rencontrera durant toute sa courte carrière les musiciens les plus importants du jazz moderne : Miles Davis, Jim Hall, Art Pepper, Leroy Vinnegar… Accompagnateur assez particulier, il est pleinement dans la lignée du jazz bop.
Avec un style précis et rythmique, épuré par instant et assez blues à d'autres moments, il est un partenaire tout particulier de l'improvisation.

## La technique
Ses rebondissements toujours très rythmés viennent peut-être de sa technique particulière. Atteint de poliomyélite, il doit adapter son jeu en utilisant sa main gauche en gardant le bras gauche totalement parallèle au clavier.
Ses collaborations sont toutes impressionnantes mais ses enregistrements sont rares, et il est passé quelque peu dans l'oubli.
En 1955, avec Introducing Carl Perkins, il signe son unique disque en trio et leader. Ce disque a été réédité mais figure aussi sous forme de compilation.
Il participe aussi au grand quintette du Hard Bop des années 1950 : Clifford Brown-Max Roach.
Aussi présent avec Franck Morgan ou Dexter Gordon, aux côtés duquel il enregistre un disque unique.
Reconnu grandement par ses pairs, il voit la postérité lui échapper en disparaissant à seulement 29 ans d'une overdose d'héroïne alors qu'il se trouvait à Los Angeles.

## Discographie

### En tant que leader
- Summertime & Lullaby in Rhythm (Savoy, 1949) Single, avec Edwin Perkins (b), Herb Williams (d)
- The Rosary & Ave Maria (Savoy, 1949) Single, avec inconnus à la basse et batteries
- Smoke Gets in Your Eyes & I'll Never Smile Again (Savoy, 1949) Single, avec inconnus à la basse et batterie
- Introducing Carl Perkins (Dootoo, 1955–56) Le seul album de Perkins en tant que leader. Avec Leroy Vinnegar (b), Lawrence Marable (d)

### Leadership partagé
- Jazz Pianists Galore (Pacific, 1957) Perkins joue sur une seule piste
- Piano Playhouse (Mode, 1957) Perkins joue quatre solos; les autres sont de Jimmy Rowles, Lou Levy, Paul Smith, Gerald Wiggins

### En tant que sideman
Avec Pepper Adams
- The Pepper Adams Quintet (VSOP, 1957)

Avec Chet Baker et Art Pepper
- Playboys (Pacific Jazz, 1956)
- Picture Of Heath (Pacific Jazz, 1956)

Avec Clifford Brown et Max Roach
- The Best Of Max Roach And Clifford Brown In Concert! (GNP, 1954)

Avec Curtis Counce
- The Curtis Counce Group (Contemporary, 1956)
- You Get More Bounce with Curtis Counce! (Contemporary, 1957)
- Carl's Blues (Contemporary, 1957)

Avec Buddy DeFranco
- Plays Benny Goodman (Verve, 1957)
- Wholly Cats (Verve, 1957)
- Closed Session (Verve, 1957)
- I Hear Benny Goodman And Artie Shaw (Verve, 1957)

Avec Victor Feldman
- With Mallets a Fore Thought (Interlude, 1957)

Avec Dizzy Gillespie
- Jazz Recital (Norgran, 1955)

Avec Dexter Gordon
- Dexter Blows Hot and Cool (Boplicity, 1955)

Avec Jim Hall
- Jazz Guitar (Pacific, 1957)

Avec Illinois Jacquet
- Collates (Clef, 1951)

Avec Richie Kamuca
- Richie Kamuca Quartet (Mode, 1957)

Avec Harold Land
- Harold In The Land Of Jazz (Contemporary, 1958)

Avec Oscar Moore
- Oscar Moore (Skylark, 1954)

Avec Frank Morgan
- Gene Norman Presents Frank Morgan (GNP, 1955)

Avec Art Pepper
- The Complete Art Pepper Aladdin Recordings (Blue Note, 1957) Les enregistrements avec Perkins ont été édités longtemps après l'enregistrement.

Avec Stuff Smith
- Have Violin, Will Swing (Verve, 1957)

Avec Leroy Vinnegar
- Leroy Walks! (Contemporary, 1958)